# Nellore
Pour les articles homonymes, voir Nellore.
Nellore ou Nélore est une ville de l'Andhra Pradesh en Inde, située sur la rive sud du fleuve Pennar.